# Камицин, Владимир Иванович
Владимир Иванович Камицин (1938 год, Ленинский район, Московская область — 1992 год, Москва) — токарь московского машиностроительного завода «Знамя труда» Министерства авиационной промышленности СССР. Герой Социалистического Труда (1974).

## Биография
Родился в 1938 году в крестьянской семье в одном из населённых пунктов Ленинского района (сегодня — упразднён) Московской области. Работал токарем на заводе № 30 Минавиапрома СССР (с 1963 года — Московский машиностроительный завод «Знамя труда», с 1974 года — Московское авиационное производственное объединение (МАПО), сегодня — Российская самолётостроительная корпорация «МиГ»). За выдающиеся трудовые достижения по итогам Восьмой пятилетки (1966—1970) награждён Орденом Ленина.
В 1973 году досрочно выполнил личные социалистические обязательства и плановые производственные задания. Указом Президиума Верховного Совета СССР (с грифом «не подлежит опубликованию») от 16 января 1974 года «за выдающиеся успехи в выполнении и перевыполнении планов 1973 года и принятых социалистических обязательств» удостоен звания Героя Социалистического Труда с вручением ордена Ленина и золотой медали Серп и Молот.
После выхода на пенсию проживал в Москве.
Скончался в 1992 году. Похоронен на Рогожском кладбище.

## Награды
- Герой Социалистического Труда
- Орден Ленина — дважды (26.04.1971; 1974)